# Universitetet i N'Djamena
Universitetet i N'Djamena (fransk: Université de Ndjamena) er Tchads ledende institution for højere uddannelse. Det blev etableret i 1971, da som University of Chad, og skiftede til dagens navn i 1994. Universitetet var beregnet til 4000 studenter, men i dag har det 6000 studenter.
12°06′17″N 15°02′40″Ø / 12.1047°N 15.0444°Ø

## Links
- N'Djamena University – Officielt websted

| Skole | Spire Denne artikel om en skole, en uddannelsesinstitution eller uddannelse er en spire som bør udbygges. Du er velkommen til at hjælpe Wikipedia ved at udvide den. |